# Luis Pérez Companc
Luis Pérez Companc (Buenos Aires, 2 de enero de 1972) es un empresario y piloto de automovilismo argentino.

## Carrera deportiva

### Rally
En el año 2000, Luis y su hermano Jorge se convirtieron en los primeros argentinos en participar en el Rally Dakar.

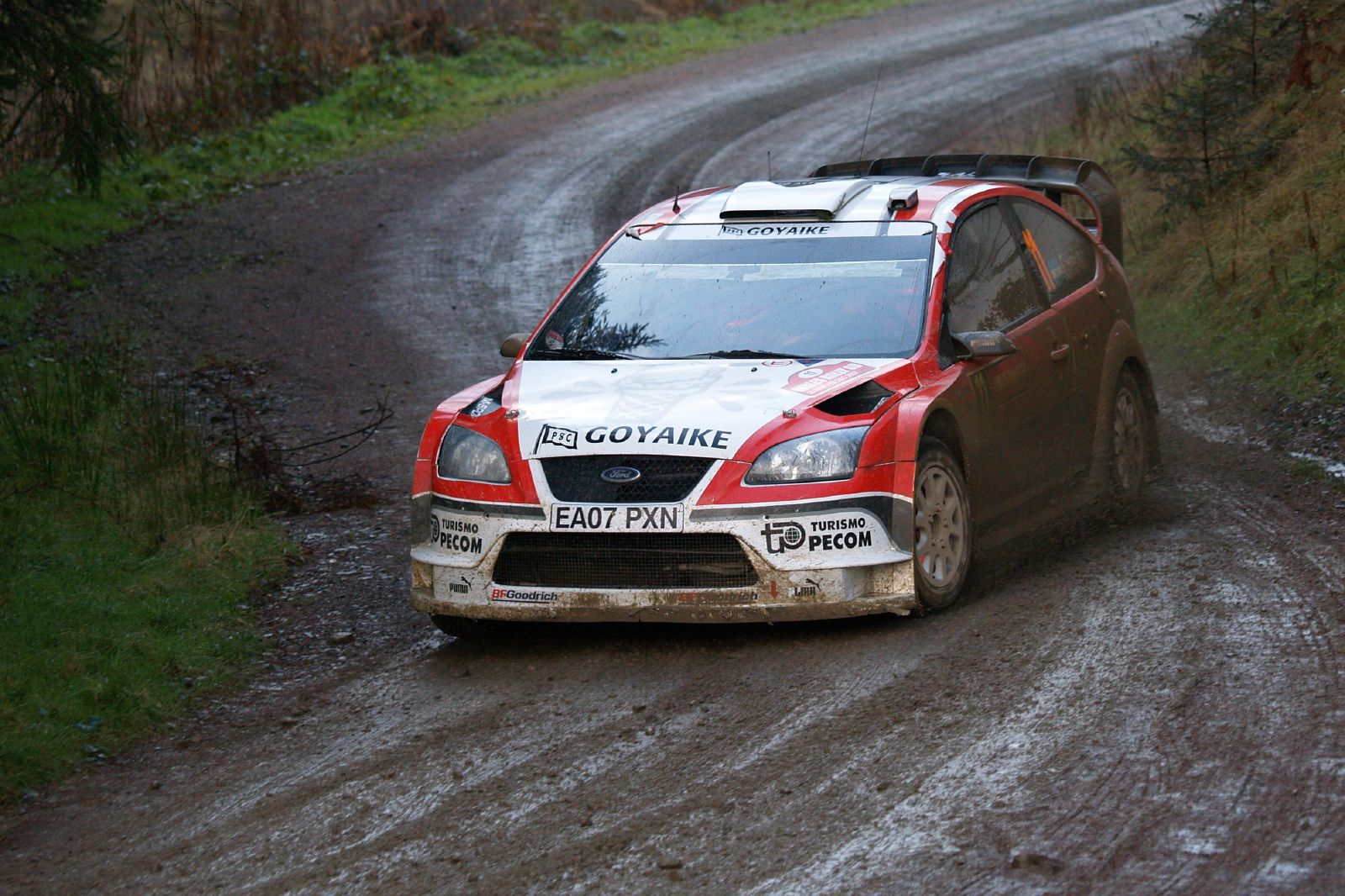
Pérez Companc en el Rally de Gran Bretaña de 2007.

Pérez Companc compitió inicialmente en la serie mundial en la categoría N y debutó en el Rally de Argentina en 2001. Fue el ganador del Campeonato de Rally Argentino en 2005, donde obtuvo cinco victorias de forma consecutivas. Su perfil como piloto se vio aumentado en la temporada 2006 cuándo obtuvo una plaza en el equipo M-Sport World Rally Team, junto al joven Matthew Wilson, hijo de Malcolm Wilson, jefe del equipo Stobart VK.
A bordo de un Ford Focus Companc compitió en ocho rallies en todo 2006, mientras corrió en diez rondas para el año siguiente, y puntuado su primer WRC puntos en el Rally de Nueva Zelanda de 2006. Luis Pérez Companc tuvo su equipo para 2007, Munchi's Ford Equipo de Rally Mundial escogió como par a su amigo Juan Pablo Raies, quién corría con Jorge, el hermano de Luis. Su copiloto era José María Volta. 
Sus participaciones en Argentina y Finlandia en 2008 fueron las últimas en el WRC.

### Circuitos
En 2008, Companc compitió con un Ferrari F430 GTC del Advanced Engineering en el campeonato de la FIA GT2. Ganó, junto a Matías Russo, las 2 Horas de San Luis en Potrero de los Funes. Al año siguiente, ganó las 24 Horas de Spa junto a Gianmaria Bruni y Toni Vilander en GT2, y debutó en las 24 Horas de Le Mans.

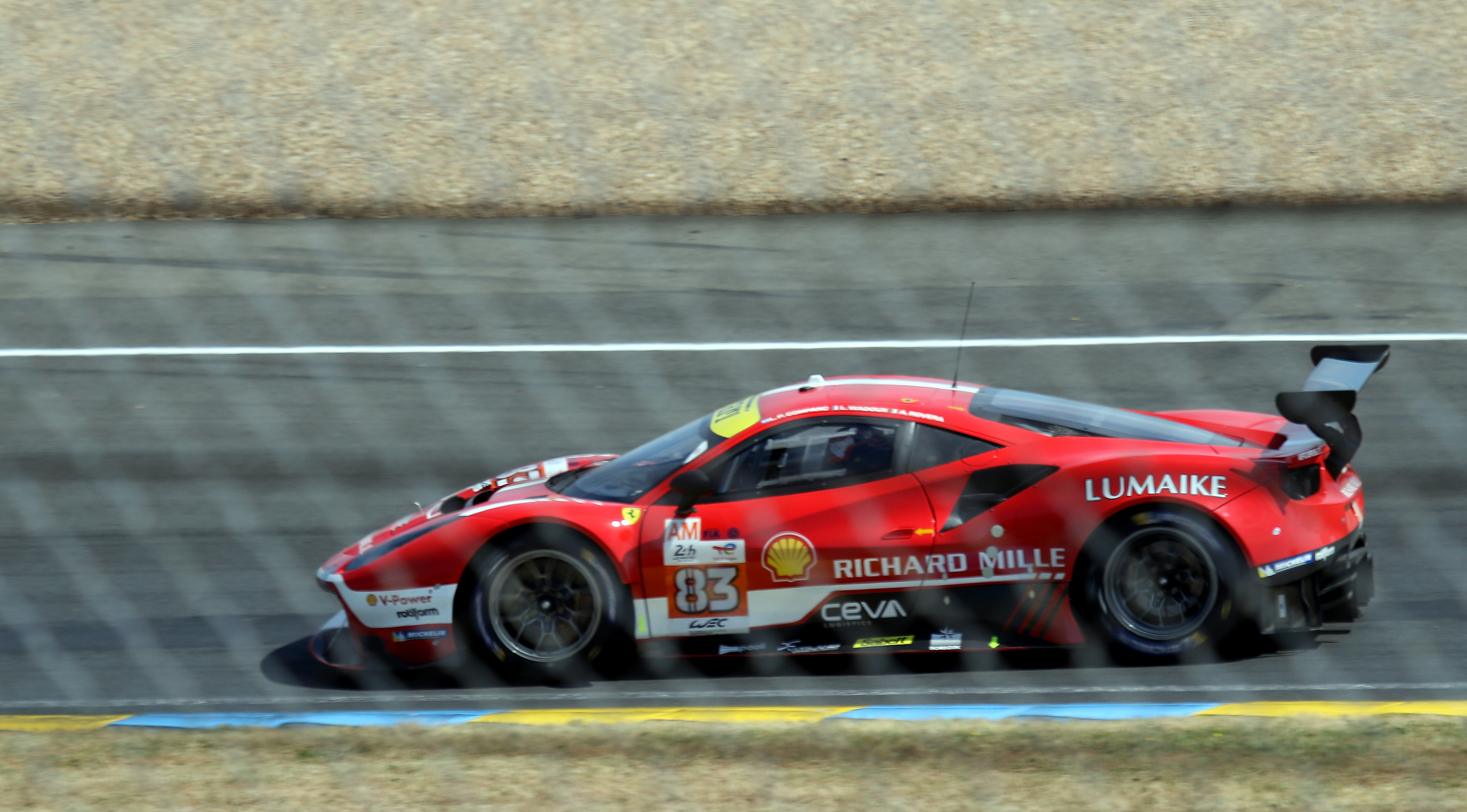
Ferrari 488 GTE Evo de Perez Companc, Rovera y Wadoux en Le Mans, 2023.

Luego, compitió en Le Mans Series y pasó a la clase LMP2 en 2011, junto a AF Corse y bajo la inscripción «PeCom Racing». En 2012, Pérez Companc finalizó tercero en su clase en Le Mans, junto a Pierre Kaffer y Soheil Ayari, además de competir a tiempo completo en el nuevo Mundial de Resistencia (WEC). Al año siguiente, junto a Kaffer y Nicolas Minassian, finalizó cuarto en el campeonato de LMP2, con una victoria en Spa. En 2014, nuevamente en GT, ganó en Spa y fue tercero en Le Mans.
En septiembre de 2017, Luis Pérez Companc giró durante dos días en el Autódromo Oscar y Juan Gálvez con el emblemático Ferrari F2004 con el cual Michael Schumacher obtuvo su séptimo título de F1.
Tras varios años sin competir regularmente, el argentino volvió al WEC en 2023. Compitió en la clase LMGTE Am junto a AF Corse y compartió vehículo con Alessio Rovera y Lilou Wadoux. Los tres, ganaron las 6 Horas de Spa y finalizaron en el octavo puesto del campeonato. En 2024, pasó a la clase LMP2 de IMSA, donde, junto a Wadoux y a Nicklas Nielsen, ganó en Watkins Glen.

## Carrera empresarial
Luis es hijo del empresario Gregorio Pérez Companc, y su familia es la propietaria del holding Perez Companc Family Group, propietario de Molinos Río de la Plata, Helados Munchi’s y la empresa de servicios de energía Pecom, entre otros.

### Presidente de Molinos
En su función de Presidente de Molinos Río de la Plata, el día 19 de junio de 2017, con el tradicional toque de campana dio inicio a la acción de «MOLA». De esta forma la empresa comenzó a cotizar en la Bolsa de Comercio de Buenos Aires.

## Vida personal
Varios miembros de la familia Pérez Companc comparten la afición al automovilismo. Su hermano Jorge ha competido en rallies, incluyendo el Rally Dakar. Su otro hermano Pablo reside en Estados Unidos, colecciona automóviles y compite esporádicamente. Su sobrino Ezequiel, hijo de Jorge, es piloto y director de equipo y ha desarrollado una larga trayectoria en GT World Challenge. Al mismo tiempo, su hijo Matías también es piloto.

## Resultados

### Rally Dakar
| Año     | Categoría | Copiloto            | Vehículo | Posición | Etapas |
| ------- | --------- | ------------------- | -------- | -------- | ------ |
| 2000    | Coches    | Jorge Pérez Companc | Toyota   | 67.º     | -      |
| Fuente: |           |                     |          |          |        |

### Campeonato Mundial de Rally
| Año  | Equipo                         | Automóvil                | 1   | 2      | 3       | 4       | 5       | 6       | 7       | 8      | 9       | 10  | 11     | 12      | 13      | 14     | 15    | 16      | Pos. | Puntos |
| ---- | ------------------------------ | ------------------------ | --- | ------ | ------- | ------- | ------- | ------- | ------- | ------ | ------- | --- | ------ | ------- | ------- | ------ | ----- | ------- | ---- | ------ |
| 2001 | Luis Pérez Companc             | Mitsubishi Lancer Evo VI | MON | SWE    | POR     | ESP     | ARG 13  | CYP     | GRE     | KEN    | FIN     | NZL | ITA    | FRA     | AUS     | GBR    |       |         | NC   | 0      |
| 2002 | Luis Pérez Companc             | Mitsubishi Lancer Evo VI | MON | SWE    | FRA     | ESP     | CYP Ret | ARG Ret | GRE     | KEN    | FIN     | GER | ITA    | NZL     | AUS     | GBR    |       |         | NC   | 0      |
| 2003 | Luis Pérez Companc             | Mitsubishi Lancer Evo VI | MON | SWE    | TUR     | NZL     | ARG Ret | GRE     | CYP     | GER    | FIN     | AUS | ITA    | FRA     | ESP     | GBR    |       |         | NC   | 0      |
| 2004 | Bozian Racing                  | Peugeot 206 WRC          | MON | SWE    | MEX Ret | NZL     | CYP Ret | GRE     | TUR     | ARG 6  | FIN     | GER | JPN    | GBR     | ITA Ret | FRA    | ESP   | AUS     | 23.º | 3      |
| 2005 | BP Ford World de Rally Team    | Ford Focus RS WRC 04     | MON | SWE    | MEX     | NZL Ret | ITA     | CYP     | TUR     | GRE    | ARG 14  | FIN | GER    | GBR     | JPN     | FRA    | ESP   | AUS     | NC   | 0      |
| 2006 | Stobart VK Ford Rally Team     | Ford Focus RS WRC 04     | MON | SWE 23 | MEX 12  | ESP     | FRA     | ARG 9   | ITA 12  | GRE    | GER     | FIN |        | CYP 14  | TUR     |        |       |         | 26.º | 2      |
| 2006 | Stobart VK Ford Rally Team     | Ford Focus RS WRC 06     |     |        |         |         |         |         |         |        |         |     | JPN 11 |         |         | AUS 22 | NZL 7 | GBR     | 26.º | 2      |
| 2007 | Munchi's Ford World Rally Team | Ford Focus RS WRC 06     | MON | SWE 15 | NOR     | MEX 19  | POR     | ARG 28  | ITA Ret | GRE 11 | FIN 11  | GER | NZL 23 | ESP Ret | FRA     | JPN 5  | IRE   | GBR Ret | 16.º | 4      |
| 2008 | Munchi's Ford World Rally Team | Ford Focus RS WRC 07     | MON | SWE    | MEX     | ARG Ret | JOR     | ITA     | GRE     | TUR    | FIN Ret | GER | NZL    | ESP     | FRA     | JPN    | GBR   |         | NC   | 0      |

### 24 Horas de Le Mans
| Año     | Equipo                 | Copilotos                       | Automóvil              | Clase    | Vueltas | Pos. | Pos. Clase |
| ------- | ---------------------- | ------------------------------- | ---------------------- | -------- | ------- | ---- | ---------- |
| 2009    | AF Corse               | Gianmaria Bruni Matías Russo    | Ferrari F430 GT2       | GT2      | 317     | 26.º | 6.º        |
| 2011    | PeCom Racing           | Matías Russo Pierre Kaffer      | Lola B11/40-Judd       | LMP2     | 139     | DNF  | DNF        |
| 2012    | PeCom Racing           | Pierre Kaffer Soheil Ayari      | Oreca 03-Nissan        | LMP2     | 352     | 9.º  | 3.º        |
| 2013    | PeCom Racing           | Pierre Kaffer Nicolas Minassian | Oreca 03-Nissan        | LMP2     | 325     | 10.º | 4.º        |
| 2014    | AF Corse               | Marco Cioci Mirko Venturi       | Ferrari 458 Italia GT2 | GTE AM   | 331     | 20.º | 3.º        |
| 2019    | Clearwater Racing      | Matthew Griffin Matteo Cressoni | Ferrari 488 GTE        | LMGTE Am | 331     | 37.º | 7.º        |
| 2023    | Richard Mille AF Corse | Alessio Rovera Lilou Wadoux     | Ferrari 488 GTE Evo    | LMGTE Am | 33      | DNF  | DNF        |
| Fuente: |                        |                                 |                        |          |         |      |            |

### Campeonato Mundial de Resistencia de la FIA
(Clave) (negrita indica pole position) (cursiva indica vuelta rápida)

| Año     | Escudería         | Clase    | Automóvil              | 1   | 2   | 3   | 4   | 5   | 6   | 7   | 8   | Pos. | Puntos | Ref.   |
| ------- | ----------------- | -------- | ---------------------- | --- | --- | --- | --- | --- | --- | --- | --- | ---- | ------ | ------ |
| 2012    | PeCom Racing      | LMP2     | Oreca 03-Nissan        | SEB | SPA | LMS | SIL | SÃO | BHR | FUJ | SHA | 16.º | 34.5   | [ 27 ] |
| 2012    | PeCom Racing      | LMP2     | Oreca 03-Nissan        | 6   | 20  | 7   | 11  | 8   | 6   | 11  | 10  | 16.º | 34.5   | [ 27 ] |
| 2013    | PeCom Racing      | LMP2     | Oreca 03-Nissan        | SIL | SPA | LMS | SÃO | COA | FUJ | SHA | BHR | 4.º  | 110    | [ 28 ] |
| 2013    | PeCom Racing      | LMP2     | Oreca 03-Nissan        | 3   | 1   | 4   | 3   | 2   | 5   | Ret | 7   | 4.º  | 110    | [ 28 ] |
| 2014    | AF Corse          | LMGTE Am | Ferrari 458 Italia GT2 | SIL | SPA | LMS | COA | FUJ | SHA | BHR | SÃO | 6.º  | 76     | [ 29 ] |
| 2014    | AF Corse          | LMGTE Am | Ferrari 458 Italia GT2 | 6   | 1   | 3   | 4   |     |     |     |     | 6.º  | 76     | [ 29 ] |
| 2018-19 | Clearwater Racing | LMGTE Am | Ferrari 488 GTE        | SPA | LMS | SIL | FUJ | SHA | SEB | SPA | LMS | 15.º | 38     | [ 30 ] |
| 2018-19 | Clearwater Racing | LMGTE Am | Ferrari 488 GTE        |     |     |     |     |     | DNS | 3   | 3   | 15.º | 38     | [ 30 ] |